# Zygfryd Perlicki

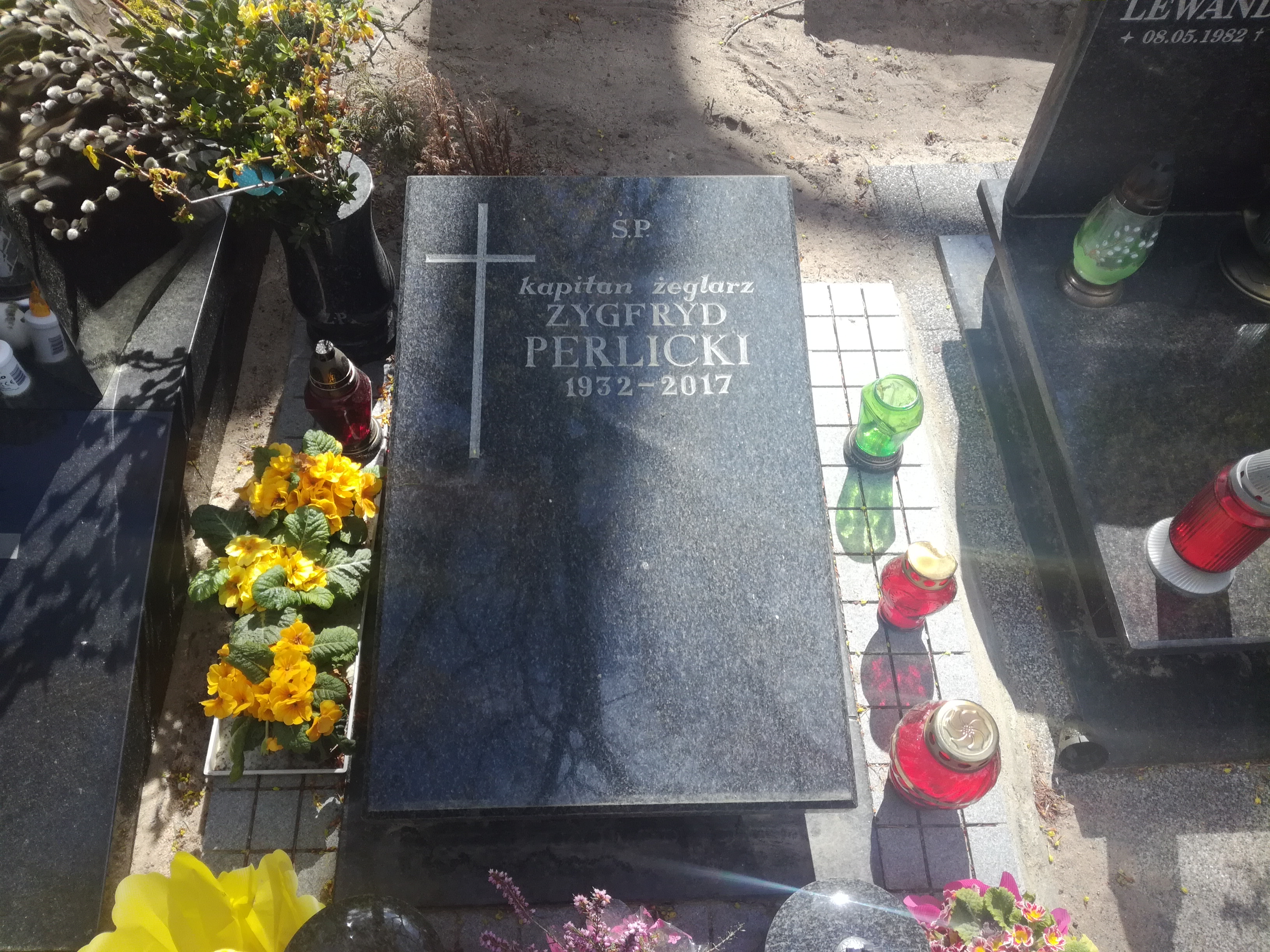
Grób kapitana Zygfryda Perlickiego na cmentarzu Witomińskim

Zygfryd Perlicki (ur. 26 stycznia 1932 w Gdyni, zm. 10 sierpnia 2017) – polski żeglarz regatowy, olimpijczyk.

## Życiorys
Z wykształcenia technik budowy maszyn okrętowych, w 1952 został absolwentem Liceum Budownictwa Okrętowego Conradinum w Gdańsku. Przez 35 lat pracował w gdyńskiej Stoczni im. Komuny Paryskiej, w 1987 objął stanowisko kierownika Morskiego Ośrodka Szkolenia Regatowego Polskiego Związku Żeglarskiego przy YKP Gdynia. Od 1945 jako zawodnik reprezentował ten klub. Startował w morskich regatach żeglarskich, następnie w klasach Star, Dragon i Soling (1952–1979). W 1957 został zwycięzcą regat Kieler Woche jako kapitan morskiego jachtu „Kapitan”. Siedmiokrotnie w latach 60. zdobywał mistrzostwo kraju w klasie Star. W 1972 wystartował na Letnich Igrzyskach Olimpijskich w Monachium, zajmując w odbywających się w Kilonii zawodach 8. miejsce w klasie Soling (załogę tworzyli również Józef Błaszczyk i Stanisław Stefański). Jako kapitan jachtu „Copernicus” wziął udział w pierwszych regatach Whitbread Round The World Race w latach 1973–1974 (11. miejsce). Startował także w regatach jachtów morskich Admiral’s Cup na „Hajduku” (1977) i „Hadarze” (1979). W latach 80. zajął się m.in. działalnością szkoleniową.
W 2012 odznaczony Krzyżem Kawalerskim Orderu Odrodzenia Polski. W 2005 został wyróżniony Medalem im. Eugeniusza Kwiatkowskiego. W 1974 otrzymał nagrodę Srebrny Sekstant za udział w regatach Whitbread (wspólnie ze Zdzisławem Pieńkawą, startującym na „Otago”).
Został pochowany na cmentarzu Witomińskim (kwatera 60–8–2).
W 2018 odsłonięto jego tablicę w Alei Żeglarstwa polskiego w Gdyni. 